# Risotto al barolo
Il risotto al barolo (in piemontese risot al barolo) è un piatto tipico della cucina piemontese. Per la sua preparazione si consiglia di usare un vino giovane.

## Storia
L'inventore del risotto al barolo, o comunque uno dei primi a prepararlo, fu Gian Bovio, che lo serviva nel suo ristorante di La Morra, in provincia di Cuneo; altre fonti vogliono che fosse il piatto preferito di Cavour.
La ricetta ebbe dei picchi di notorietà durante gli anni sessanta, periodo in cui veniva preparato nei ristoranti delle Langhe e durante gli anni ottanta. In seguito la ricetta cadde un po' in disuso a causa del suo colore violaceo, da alcuni poco apprezzato.

## Piatti simili
In altre località del Piemonte si usano altri tipi di vini rossi, purché non troppo invecchiati, per preparare il risotto. Nel Monferrato astigiano, ad esempio, esiste una ricetta identica in cui il riso viene sfumato con il Barbera.